# سونات ویولن شماره ۸ (بتهوون)
سونات ویولن شماره ۸ در سُل ماژور، اثر لودویگ فان بتهوون، یک سونات دونوازی برای ویولن و پیانو از مجموعهٔ سه‌گانهٔ اُپوس ۳۰ او (همراه با سونات‌های ویولن شماره ۶ و شماره ۷) و جزو آثار دورهٔ نخستِ آهنگسازیِ اوست و آن را در میان سال‌های ۱۸۰۱ و ۱۸۰۲ تصنیف کرده و در ماه مهٔ ۱۸۰۳ انتشار یافته‌است.
بتهوون هر سه سونات ویولنِ اُپوس ۳۰ را به تزار الکساندر یکم روسیه، که زمانی شاگردِ او بود، اهدا کرد.

## ساختار
این سونات از سه موومان تشکیل شده‌است:
1. آلگرو آسایی
2. تِمپو دی مینوئِتو، ما مولتو مودِراتو اِ گراتسیوزو (در می بِمُل ماژور)
3. آلگرو ویواچه

اجرای کاملِ سونات ویولن شماره ۸ بتهوون به‌طور معمول ۱۸ دقیقه به‌طول می‌انجامد.
این اثر نمونهٔ شاخصِ فرم سونات و از آثارِ معرفِ دورهٔ اولیه/میانیِ موسیقی بتهوون است. اثری دلیرانه همراه با تجربهٔ سنکپ و مشخصه‌های بی‌نظیرِ شدتِ ضرب است.

## اجراهای شاخص
اجراهای فراوانی از سونات ویولن شماره ۸ بتهوون در دست است. ازجمله شاخص‌ترین اجراها، اجرای فریتس کرایسلر (ویولن) و سرگئی راخمانینف (پیانو) است.
|  |  |  |  |  |